# Huilongxiang (ort i Kina, Hubei Sheng, lat 31,99, long 110,64)
Huilongxiang (kinesiska: 回龙乡) är en ort i Kina. Den ligger i provinsen Hubei, i den centrala delen av landet, omkring 380 kilometer nordväst om provinshuvudstaden Wuhan. Antalet invånare är 3 022. Befolkningen består av 1 379 kvinnor och 1 643 män. Barn under 15 år utgör 11,0 %, vuxna 15-64 år 72 %, och äldre över 65 år 16,0 %.
Runt Huilongxiang är det ganska glesbefolkat, med 48 invånare per kvadratkilometer. Närmaste större samhälle är Jundian, 8,4 km norr om Huilongxiang. I omgivningarna runt Huilongxiang växer i huvudsak blandskog.
Genomsnittlig årsnederbörd är 1 119 millimeter. Den regnigaste månaden är augusti, med i genomsnitt 192 mm nederbörd, och den torraste är december, med 10 mm nederbörd.